# Lilian Carp
Lilian Carp (ur. 12 października 1978 w Zamciogi, Rejon Strășeni) – mołdawski historyk i polityk, od 2014 roku deputowany do Parlamentu Republiki Mołdawii. Od 2013 do 2019 roku był prezesem Mołdawskiej Federacji Piłki Wodnej.

## Życiorys
W 1996 roku ukończył technikum w Kiszyniowie. W 1998 roku rozpoczął pracę w liceum sportowym. W 2001 roku ukończył licencjat w dziedzinie historii kultury na Wydziale Historycznym Państwowego Uniwersytetu Pedagogicznego Ion Creangă w Kiszyniowie. Rok później uzyskał tytuł magistra nauk historycznych na tejże uczelni, a następnie obronił także doktorat. W 2002 roku rozpoczął pracę jako wykładowca w Państwowej Akademii Wychowania Fizycznego i Sportu. W 2012 roku został członkiem zarządu Apă Canal S.A. Chișinău, firmy zajmującej się kanalizacją.
Został także prezesem Mołdawskiej Federacji Piłki Wodnej, stanowisko to pełnił od 2013 do 2019 roku.

### Kariera polityczna
W 2006 roku dołączył do Partii Liberalnej. W czerwcu 2009 roku został dyrektorem gabinetu burmistrza Kiszyniowa, Dorina Chirtoacă. Został wiceprzewodniczącym Partii Liberalnej oraz jej szefem w rejonie Strășeni. W 2011 roku został radnym rejonu Strășeni. W wyborach parlamentarnych w 2014 roku startując z 10. miejsca list Partii Liberalnej uzyskał mandat deputowanego do parlamentu. Pod koniec kadencji odszedł z Partii Liberalnej. W wyborach parlamentarnych w lutym 2019 roku uzyskał reelekcję kandydując z list Bloku wyborczego Teraz. Dołączył do Partii Akcji i Solidarności.
W przyspieszonych wyborach w lipcu 2021 roku ponownie uzyskał mandat deputowanego z list PAS. Został przewodniczącym Komisji Bezpieczeństwa Narodowego, Obrony i Porządku Publicznego, a także delegatem na Zgromadzenie Parlamentarne NATO. W czerwcu 2023 roku został ogłoszony kandydatem PAS na stanowisko burmistrza Kiszyniowa w wyborach samorządowych w listopadzie tego samego roku.